# Changaimina
Changaimina es una parroquia del cantón Gonzanamá en la provincia de Loja, República del Ecuador.

## Etimología
Su nombre se deriva de dos voces quechuas: changa, que significa ‘pierna’, y mina, que significa ‘vena, filón de oro o lugar donde hay oro’. Otra definición le da el significado de ‘depósito de huesos’ o ‘lugar donde reposan los huesos del difunto’.
Su nombre completo es "Changaimina-La Libertad", históricamente se asentaron en este territorio varias culturas como los "Konzas, Paltas, Calvas", etc.

## Historia
Antecedentes.- Cuando nuestro país estuvo bajo la dominación de los españoles Changaimina perteneció a la encomienda de los Calvas y Paltas se cree que era un pueblo rico conforme lo deduce su propia etimología. Changaimina fue considerado como criadero de metales por lo que se puede decir que existen minas de algunos metales que aún no han sido explotados.
Cuando el Ecuador se constituyó como república, Changaimina perteneció a la jurisdicción del Cantón Loja en ese entonces no era sino un pequeño grupo de agricultores que se habían establecido en la loma del Pueblo Viejo, el cual fue destruido por un voraz incendio que acabó con el caserío por lo que sus pobladores tuvieron que trasladarse al lugar donde se asienta la población actual de Changaimina.
Al pasar el tiempo y vista la necesidad de progreso de este pueblo se organizó y se dirige a los poderes centrales para solicitar sea elevado a la categoría de parroquia así el 26 de marzo de 1897, cuando por decreto ejecutivo Changaimina es elevado a parroquia perteneciente al Cantón Loja. Esto se hizo en la Presidencia Constitucional de la República del General Eloy Alfaro.
Sin embargo debemos señalar que la inauguración se la realizó 14 años después, el 11 de septiembre de 1911 y su primer Teniente Político fue don Pastor Rodríguez. El 30 de septiembre de 1943, la parroquia Gonzanamá es elevada a la categoría de Cantón, y es cuando Changaimina pasa a pertenecer al nuevo Cantón.
El actual presidente de la Junta Parroquial de Changaimina es el Sr. Milton Rodríguez que fue elegido para el periodo 2019-2023, actualmente en el municipio de Gonzanamá existe un solo concejal changaiminense, un claro reflejo del centralismo y la falta de atención que se le está dando a las parroquias por parte de la actual administración que únicamente construyó un monumento a Monseñor Bernardo Ochoa Dávila, inaugurado el 11 de septiembre de 2007. 
Cansada del abandono de la que es víctima por parte de los gobiernos seccionales esta hermosa y floreciente parroquia busca su cantonización.
Aspecto religioso
La parroquia de Changaimina primero perteneció a la doctrina de la misión de Calvas después pertenece a la Vicaria Foránea de Gonzanamá siendo encargado el párroco de Nambacola y por último, después de muchas gestiones vista la necesidad del espíritu religioso de sus moradores el 1 de septiembre de 1957 el excelentísimo Juan María Riofrío Obispo de la diócesis de Loja, nombra como primer párroco al presbítero Máximo Celi con jurisdicción dentro de los límites de la actual parroquia.
Se tiene por tradición la veneración con mucha devoción hasta la actualidad a la sagrada imagen de la Santísima Virgen bajo la advocación de Nuestra "Señora de la Caridad", se festeja la fiesta religiosa comercial el 5 de agosto de cada año en honor a la misma. en la actualidad contamos con un hermoso santuario digno de visitarlo.
Fue muy importante la labor de monseñor Bernardo Ochoa Dávila, fallecido en el 2003, reconstruyéndonos el templo, convento parroquial, el convento para la Comunidad de Hijas de la Caridad, el colegio Fiscomisional "San Felipe" actualmente Unidad Educativa San Vicente de Paul " que desde el 16 de abril de 2003 y hasta la actualidad forman la "Unidad Educativa San Vicente de Paul". 
Se guarda además mucha gratitud a la ciudadanos de la ciudad de Munchen (Múnich, Alemania) que colaboraron económicamente al Colegio Fiscomisional "San Felipe" en su reconstrucción.
Es destacable además la labor religiosa, espiritual, cultural, educativa y material que prestó la Comunidad de Hijas de la Caridad que permanecieron en Changaimina hasta abril de 2006.
Fue importante la obra prestada por el Padre Hernán Ojeda que estuvo desde 1995 hasta el año 2000, renovó el Templo, ventanales y torre, lo que es más importante en el 10 de septiembre de 1995 fue ascendido a la categoría de Santuario de la Santísima Virgen de la Caridad, cuya devoción se encuentra cada vez más expandida.
Desde el año 2000 al 2005 se destaca la obra del Padre Hermógenes Herrera quien fue el gestor de construcción de la nave superior del tumbado de la iglesia. Desde julio del 2005 y hasta la actualidad (2021)el párroco es el Padre Benito Moncayo.
Actualmente la Unidad Educativa "San Vicente de Paúl", está bajo la Dirección de la diócesis de Loja, en la persona del señor Lic. Claudio Chamba Cañar.

## Geografía
- Límites: Norte: parroquia Sacapalca, Sur: Cantón Calvas, Este: parroquia Gonzanamá y Cantón Quilanga Oeste: Cantón Calvas.
- Barrios y sectores que conforman la parroquia Changaimina: San Vicente, Isidro Ayora, Bella Esperanza (Cosapara), Cucure, Chiriguala, Lanzaca, Puerto Bolívar, Naranjo, Pillinuma, Laurel, El Tablón, Pueblo Viejo, Guanchilaca (Las Orquídeas), Sunumbe, Vizancio, Jorupe, LLaulle, Naranjillo, CHile, Santa Cruz, El Fundo, El Guabo, Luzumbe, Guayurunuma, CHamana, La Panuma, Tierra Blanca, Trigopamba, Pusanuma, Los Tunos (Buenos Aires), La CHorrera, El Portete, La Quecera, Riodopamba, Cofradía, Amanuma, Toalambo, Cononsa, Carmelo y el barrio Central.
- Ubicación: esta parroquia libérrima recortada sobre las faldas del cerro La Panuma, ubicado a 2.435 metros sobre el nivel del mar, siendo su territorio cursado por las cordilleras y valles, como el de Lanzaca, Trigopamba, Pillinuma, Cofradía, Toalambo, Tablón, Guayurunuma y Naranjo, etc., son conocidos por su fertilidad.

## Hidrografía
La hidrografía de Changaimina tiene su origen en su principal elevación, la cordillera de La Panuma. Se caracteriza por tener algunas vertientes de agua dulce, que constituyen la fuente vital para las necesidades agrícolas y de consumo humano, estas son: El río Catamayo, La Quebrada Grande, La Quebrada de Chamana, La Quebrada de San Carlos, La Quebrada de Lanzaca, etc.

## Clima
La parroquia Changaimina posee una variedad de climas que oscilan entre el tropical seco, en los sectores bajos, y el frío húmedo, en terrenos elevados. Es el factor determinante para la diversidad de producción con la que cuenta la parroquia agrícola ganadera.
Temperatura promedio se registra en 20 °C, varía entre 18 °C y 24 °C según la época del año.

## Economía
- Minería: destaca el plomo un material encontrado medio siglo atrás por mineros norteamericanos que lo descubrieron cuando buscaban oro.
- Agricultura: se destaca el cultivo de café, maíz, fréjol, caña, etc. Los árboles frutales que se destacan son: Mango, Guabo, Chirimoyo, Guayabo, Naranjo, Níspero.
- Producción de madera: se destacan Eucalipto, Guararo, Ceibo.
- Ganadería: se destaca El ganado vacuno, ovino, porcino, lanar, caprino, aves de corral, etc.

### Producción
La diversidad de climas que van desde el tropical seco en las partes bajas hasta el frío húmedo, el páramo andino y nubosidad en las partes altas, es el factor determinante para la diversidad de producción con la que cuenta la parroquia se destacan los cultivos de: café, caña de azúcar, frutales, legumbres, hortalizas, gramíneas, etc.

## Educación
Changaimina cuenta con dos jardines de infantes: Aquiles Pérez y Juan María Riofrío; dos escuelas en el centro parroquial: Escuela Fiscal Mixta de Práctica Docente "Indoamérica", y Escuela Fiscomisional "Juan María Riofrío". Además, existen 32 escuelas en los barrios periféricos, un establecimiento de educación media el prestigioso Colegio "San Felipe" que contó con el bachillerato en humanidades modernas en tres especialidades hasta enero de 2005, desde el 2006 y hasta la actualidad existe el Bachillerato Común o Ciencias Básicas. Todos los años han egresado excelentes bachilleres de esta institución preparados para enfrentar a la vida desde una óptica positiva y humanista encaminada a buscar el desarrollo personal, espiritual, profesional y social.
Además existe el Centro Artesanal "Juan María Riofrio", (ya no existe) con la finalidad de que la juventud aprenda oficios en el corto plazo de tres años, esto es una base para que después sigan sus estudios y se incorporen como bachilleres de la República, también cuenta la parroquia con un Centro de Educación a Distancia en el barrio El Tablón. 

## Insignias
Escudo de Changaimina: fue inspirado por el Monseñor Víctor Bernardo Ochoa Dávila querido párroco de la época y de la autoría del profesor Luis Vicente Sarango.
Significado.- Una se levanta de la mitad de un libro abierto, para indicarnos que mediante la cultura y la ciencia existe la libertad, Las abejas significan la laboriosidad de los habitantes de Changaimina, El templo, la espiritualidad de su gente, la elevación significa su escarpada y ondulada topografía andina, el azul, el cielo limpio e inmenso de nuestra Patria, el caracol el comercio y la riqueza, las palmas de laurel y olivo, la grandiosidad de sus habitantes.
Bandera de Changaimina: es inspiración del Padre Máximo Celi y obra del Canónigo Bernardo Ochoa, se adopta en el año de 1970 y consta de dos franjas horizontales de igual dimensión de color verde y blanco. 
La Colonia de Changaiminenses Residentes en Quito dan realce todos los años gracias al trabajo de sus Directivos que luchan por el bienestar de Changaimina, debemos reconocer la importante de los changaiminenses residentes en otros países han aportado de manera continua, por dar a conocer al mundo sus riquezas turísticas y naturales existentes en la parroquia